# المثلية الجنسية في الأديان

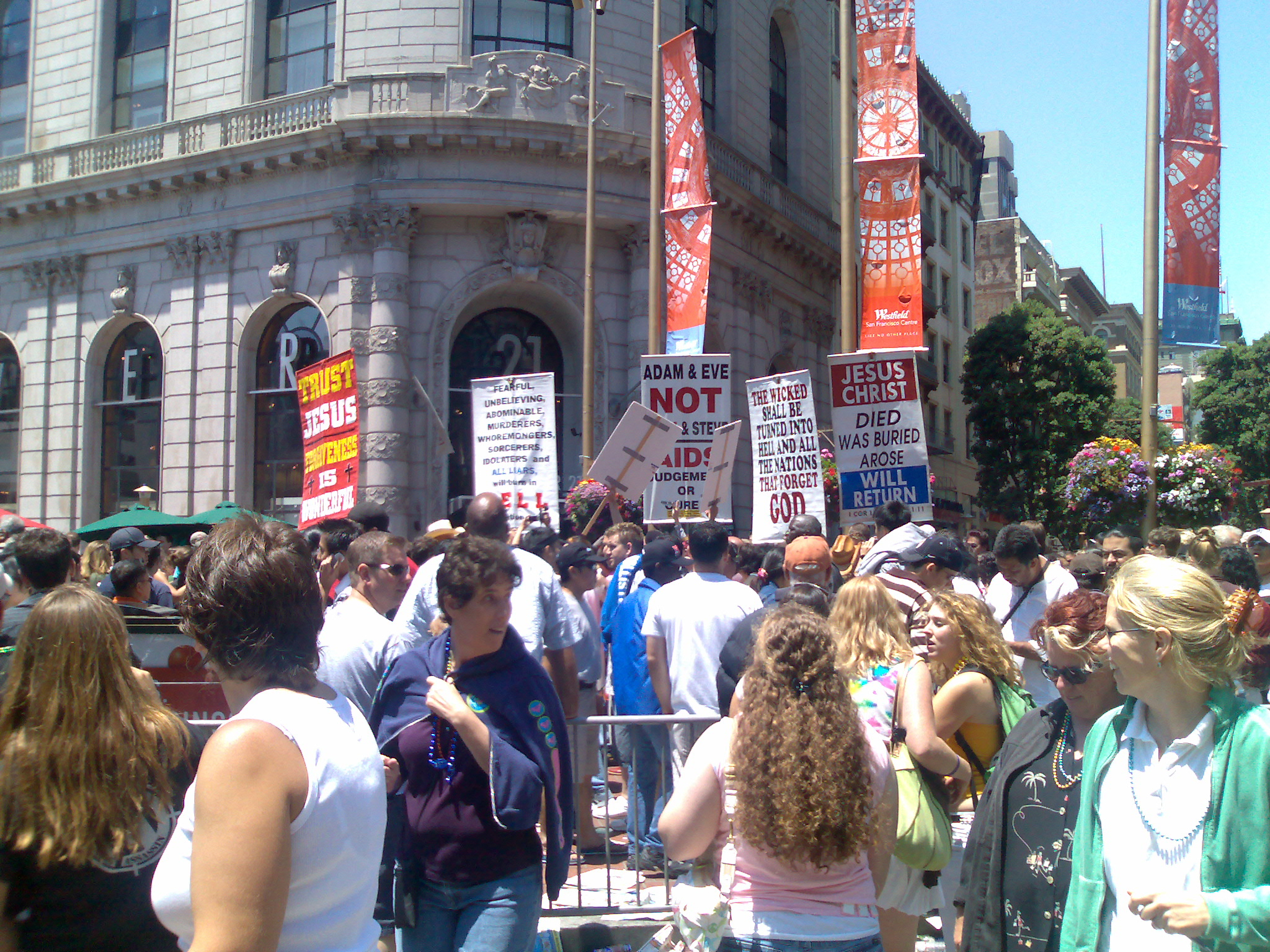
مسيحيين محافظين في مظاهرة ضد الشذوذ الجنسي خلال مهرجان فخر الشواذ، سان فرانسيسكو.

تفاوتت العلاقة ما بين الدين والشذوذ الجنسي بشكل كبير عبر الزمان والمكان، داخل وبين الأديان والطوائف المختلفة، وبخصوص أشكال مختلفة من المثلية الجنسية والازدواجية. تختلف المذاهب في يومنا هذا من الأديان الرئيسية في العالم إلى حد كبير عموما وحسب الفئة في المواقف والآراء تجاه هذه التوجهات الجنسية.
ومن بين تلك الطوائف التي عادةً ما تكون سلبية تجاه هذه التوجهات، هناك العديد من أنواع مختلفة من الإجراءات التي قد تأخذ: يكمن النطاق في عدم تشجيع النشاط الجنسي الشاذ بهدوء، يحظر صراحةً الممارسات الجنسية الشاذة بين الأتباع ومعتنقي الديانة ونشاط معارضة القبول الاجتماعي للشذوذ الجنسي، إلى الإعدام. وقد وجدت الأصولية الدينية للربط بإيجابية مع التحيز ضد الشواذ. إلا أن الكثيرين يعتبرون النشاط الشاذ جنسيا محض خطيئة، بدلا من حالة كونه شاذ جنسيا نفسه. لهذه النهاية، البعض لا يشجعون على وضع علامات للأفراد وفقا لتوجههم الجنسية. وتوجد العديد من المنظمات التي تؤكد أن علاج التحويل يمكن أن يساعد في تقليلل الجاذبية من نفس الجنس.
ومع ذلك، بعض أتباع العديد من الديانات تنظر إلى كل من المثلية وازواجية التوجه الجنسي بنظرة تتصف بالإيجابية، وقد تبارك بعض الطوائف الدينية الزواج من نفس الجنس وتدعم حقوق المثليين، ومقدار تلك التي لا تتزايد باستمرار في جميع أنحاء العالم مثل كثير من دول العالم المتقدم التي تُشرّع القوانين الداعمة لحقوق الشواذ.
من الناحية التاريخية، كانت بعض الثقافات والأديان قد استوعبت أو أضفت طابعاً مؤسساتياً، أو بجلت، الحب من نفس الجنس والحياة الجنسية. بعض الأساطير والتقاليد يمكن العثور عليها حول العالم. فعللى سبيل المثال، لا تنظر الهندوسية للشذوذ الجنسي باعتبارها خطيئة دينية. أصدر مجلس المملكة المتحدة الهندوسي عام 2009 بياناً بعنوان «الهندوسية لا تدينُ المثلية الجنسية».
بغض النظر عن موقفهم من المثلية، ينظر كثير من متبعي الأديان إلى كل من النصوص المقدسة الخاصة بدينهم وإلى التقاليد بغية الاسترشاد بشأن هذه المسألة. ومع ذلك، فإن السلطات من تقاليد مختلفة أو مقاطعات دينية وصحة الترجمات والتفسيرات مازالوا يتناقشون عليها باستمرار.

## آراء مجموعات دينية معينة

### الديانات الإبراهيمية
حرمت الأديان الإبراهيمية اليهودية والمسيحية والإسلام المثلية تقليدياً، ويؤمن معتنقي هذه الأديان بكون المثلية خطيئة.
إنَّ آراء الأديان إزاء المثلية الجنسية وتعاملها معها يتراوح ويتباين كثيراً بين الأزمان والأماكن المختلفة ويختلف من دينٍ إلى آخر ومن طائفة لأخرى ضمن الديانة أو نظام الاعتقاد الواحد، كما تختلف أيضاً في تحديدها للأنواع المختلفة من المثلية الجنسية وكذلك ازدواجية التوج الجنسي.

#### اليهودية

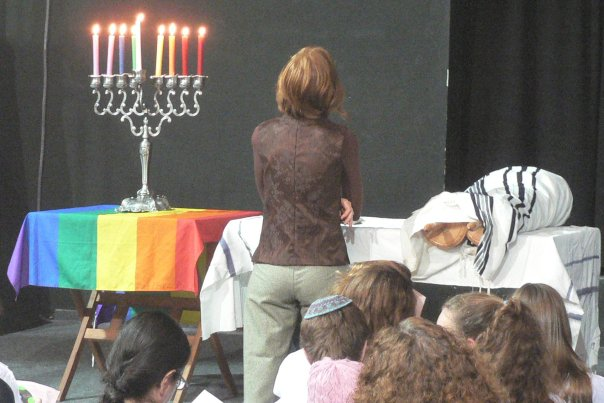
يهود مثليين في كنيس في تل أبيب.

في الديانة اليهودية، تعتبر ممارسة السلوكيات المثلية بين الذكور فاحشة وخطيئة كبيرة يجب الامتناع عنها. عقوبة المخالف هي القتل، رغم أنَّ اليهودية الرابيَّة لم تعد تؤمن بأنَّ من نفوذها تنفيذ أحكام الإعدام.
وقد ذكرت في العهد القديم قصة هلاك مدينتي سدوم وعمورة بسبب خطايا أهلها، ومنها سلوكهم المثلي (كما هو واضح في سفر التكوين، الإصحاح 19)، إذ دمرها وأحرقها الله بالكامل وجعل السماء تمطر ناراً وكبريتا بسبب عدم توبتهم عن خطاياهم.
هناك طوائف يهودية تتقبل المثلية الجنسية والمثليين وتعترف بالزواج المثلي الأحادي، مثل اليهودية الإصلاحية وحركة إعادة إعمار اليهودية واليهودية الليبرالية.

#### المسيحية

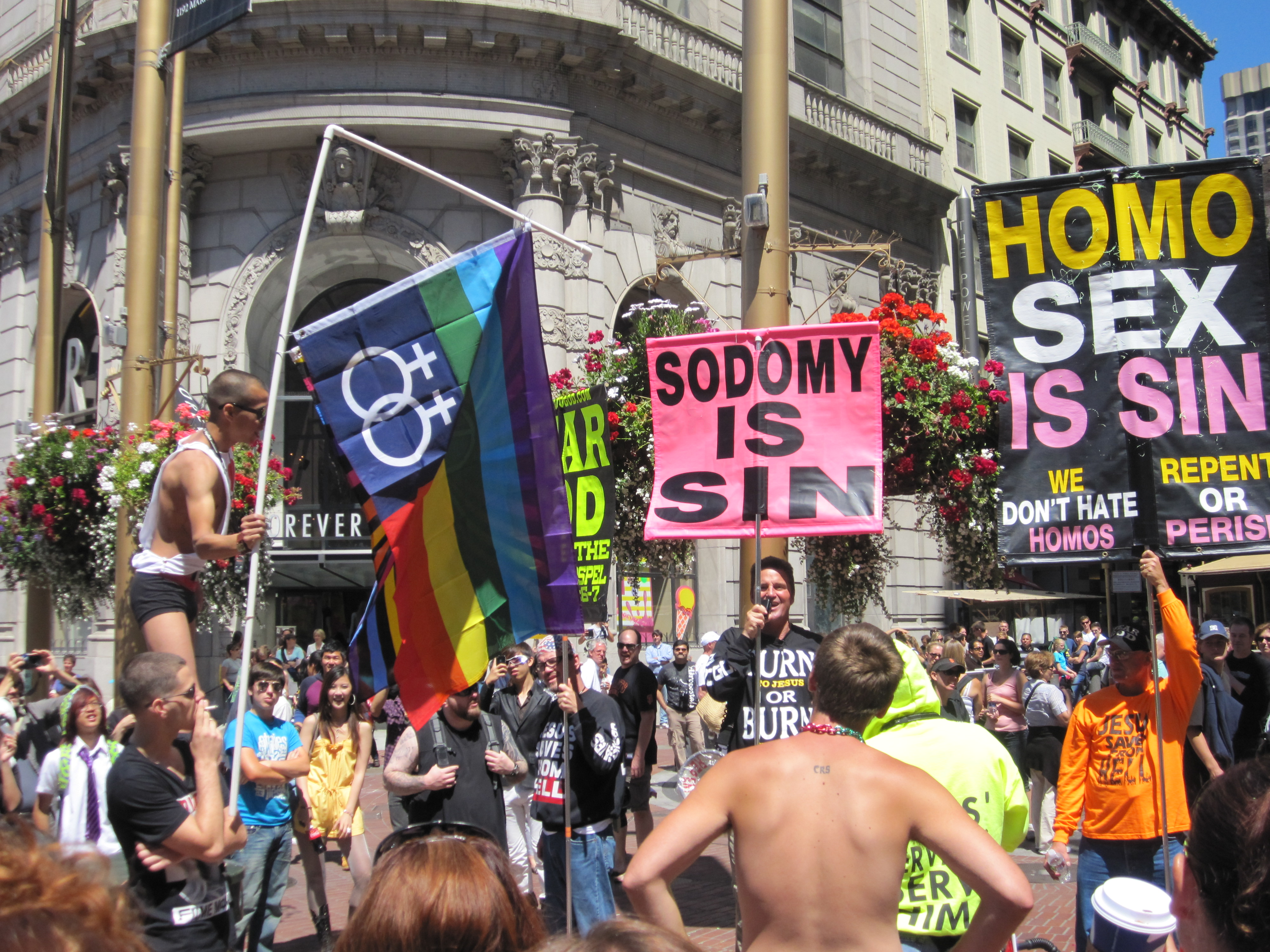
متدينون في مظاهرة ضد المثلية الجنسية في سان فرانسيسكو.

طوال معظم التاريخ المسيحي، اعتبر معظم اللاهوتيين والطوائف المسيحية السلوك المثلي غير أخلاقي وخطيئة، وترى اليوم أغلبية الطوائف المسيحية أن الممارسة الجنسية المثلية ممارسة غير أخلاقية وخطيئة. لقد أكد الكتاب المقدس وتفسيراته التقليدية في كل من الديانة اليهودية والمسيحية تاريخيًا وأقر نهجًا أبويًا ومعيارية مغايرة تجاه النشاط الجنسي البشري، حيث يُفضل الجماع المهبلي كنشاط جنسي حصري ومسموح بين الرجال والنساء ضمن حدود الزواج على جميع أشكال النشاطات الجنسية الأخرى، كما ويرفض الكتاب المقدس ممارسة الإستمناء الذاتي، والاستمناء، والجنس الفموي، والجنس الشرجي، والاتصال الجنسي الخارجي وغير المغاير (والتي تم تصنيفها جميعًا على أنها "لواط" في أوقات مختلفة). لقد آمنت وعلّمت الكنيسة من خلال تشريعاتها وتعاليمها أنَّ مثل هذه السلوكيات ممنوعة لأنها تُعتبر آثامًا، وتم مقارنة هذه السلوكايات في فساد سلوك أهل سدوم وعمورة.
يُدين الكتاب المقدس ويأمر بمعاقبة ممارسو المثلية الجنسية، ويُشير إليهم بشكل سلبي ويعتبر الممارسة الجنسية المثلية خطيئة وفاحشة وإهانة للأنثى، مليئة بالإثم والزنا والشر والطمع والخبث، كما ذكر بولس الطرسوسي. وفي عدة أماكن في الكتاب المقدس يذكر أنَّ العقوبة هي القتل. وفي الرسالة الأولى إلى أهل كورنثوس ذكر بولس الرسول أن الذين يمارسون المثلية الجنسية لا يرثون ولا يدخلون ملكوت الله، أي الجنة حسب المعتقد المسيحي، ويقول السيد المسيح: «من بدء الخليقة ذكرا وأنثى خلقهما الله، من أجل هذا يترك الرجل أباه وأمه ويلتصق بامرأته» (آنجيل مرقس 7,6:10). وكما ورد أيضا في (إنجيل متي 19: 4-6)، (أفسس 5: 31)، (التكوين 1: 27)، (تكوين 2: 24).
معظم الطوائف المسيحية تستقبل الذين ينجذبون إلى أشخاص من نفس جنسهم، ولكنها تدين وتعتبر الممارسات المثلية خطيئة وممارسة غير أخلاقية ومخالفة للفطرة وخطيئة. وهذه الطوائف تشمل الكنيسة الكاثوليكية، والكنائس الأرثوذكسية المشرقية والشرقية، وغالبية الكنائس البروتستانتية منها الكنيسة الميثودية، والكنائس الكالفينية والمشيخية، والكنائس المعمدانية، والكنائس الخمسينية، طوائف مسيحية أخرى مثل المورمون وشهود يهوه تعتبر أيضًا النشاط الجنسي المثلي خطيئة.
بعض الطوائف البروتستانتية الأصولية تتخذ مواقف متطرفة ضد المثليين جنسيًا، وقد فسرت هذه الطوائف مقاطع من العهد القديم على أنه لا بد من معاقبة المثليين بالموت. ولقد صُور الإيدز من قبل بعض رجال الدين البروتستانت مثل فريد فيلبس وجيري فالويل على أنه عقاب من الله ضد المثليين جنسيًا.
الكنيسة الكاثوليكية تمنع منح سر الكهنوت للمثليين، ولا تسمح للمثليين من الرجال والنساء دخول سلك الرهبنة. الكنيسة الرومانية الكاثوليكية تفرق بين المثليّة وبين الممارسة المثلية: فلا تعتبر الأول خطيئة، إذ ان الإنسان لا يتحكم بهويته الجنسية ولكنها تعتبر الممارسة المثلية الجنسية خطيئة إذ تراه «ضد القانون الطبيعي».
هناك بعض المسيحيون الليبراليون الذين يدعمون المثليين. وهناك بعض الجماعات المسيحية الأقلوية التي لا تعتبر الزواج المثلي الأحادي أمراً سيئاً، وهذه الطوائف تتضمن: كنسية كندا المتحدة، وكنيسة المسيح المتحدة، والكنيسة الأسقفية الأمريكية، والكنيسة الإنجيلية اللوثرية في أمريكا والكنيسة الإنجيلية اللوثرية في كندا. وقد أنشأت كنيسة المجتمع المتروبوليتية [الإنجليزية]، وهي طائفة ذات 40,000 عضو، لخدمة المثليين المسيحيين وفئة الإل جي بي تي المسيحية.

#### الإسلام
إن ممارسة النشاط الجنسي من نفس الجنس محرم بإجماع المسلمين، لورود عدة آيات في القرآن حول المثلية: في سورة الشعراء ﴿أَتَأْتُونَ الذُّكْرَانَ مِنَ الْعَالَمِينَ ۝١٦٥﴾ [الشعراء:165] والآية ﴿وَتَذَرُونَ مَا خَلَقَ لَكُمْ رَبُّكُمْ مِنْ أَزْوَاجِكُمْ بَلْ أَنْتُمْ قَوْمٌ عَادُونَ ۝١٦٦﴾ [الشعراء:166]. وفي سورة الأعراف بالآية: ﴿وَلُوطًا إِذْ قَالَ لِقَوْمِهِ أَتَأْتُونَ الْفَاحِشَةَ مَا سَبَقَكُمْ بِهَا مِنْ أَحَدٍ مِنَ الْعَالَمِينَ ۝٨٠﴾ [الأعراف:80] والآية: ﴿إِنَّكُمْ لَتَأْتُونَ الرِّجَالَ شَهْوَةً مِنْ دُونِ النِّسَاءِ بَلْ أَنْتُمْ قَوْمٌ مُسْرِفُونَ ۝٨١﴾ [الأعراف:81] وهو يحرم لعلل أخرى حيث يرى بعض المسلمون أن المثلية «إضرار بالصحة والخلق والمثل الاجتماعية وانتكاس للفطرة ونشر للرذيلة وإفساد للرجولة وجناية على حق الأنوثة»، ويرون بها خراب الأسرة وتدميرها.[بحاجة لمصدر]
أقر جمهور فقهاء السنة والصاحبان من المذهب الحنفي بمعاقبة «اللائط» (أي من مارس علاقة جنسية مثلية) بمثل الزاني وهو الشخص الذي مارس الجنس خارج إطار الزواج، بحيث يتم رجم المحصن ويجلد غيره. بينما يرى اتباع المذهب الشافعي بأن «حد اللواط هو حد الزنى» بدليل ما رواه البيهقي عن أبي موسى الأشعري أن النبي محمد قال: «إذا أتى الرجل الرجل فهما زانيان». في حين يعتبر مذهبي المالكية والحنابلة بـ«وجوب الرجم في اللواط بغض النظر إذا ما كان الفاعل محصناً أم غير محصناً، ويرجم المفعول به أيضاً إن كان بالغاً، راضياً بالفعل». أبو حنيفة خالف فذهب إلى أن «اللوطي يُعزّر فقط ولا يحد»، من منطلق إنه لا اختلاط للأنساب بالمثلية، ولا يترتب عليه حدوث مناعات تؤدي إلى القتل، ولا يتعلق به المهر، فليس هو زنى كما يرى«. إلا أبي محمد وأبي يوسف من الحنفية فقد أفتيا »أن الحد في اللواطة كالزنى. وفي حالة تكرار اللّواط يقتل حسب ما أفتى معظم الحنفيّة". تختلف المذاهب الفقهية بمن يجوز له تنفيذ الحد، الشائع بينها أن يقوم الإمام أو نائبه بفعل.
اتفق فقهاء المذهب الشيعي على أن اللواط يُعتبر من أشنع المعاصي والذنوب وأشدها حرمةً وقُبحاً وهو من الكبائر، ويستحق مرتكبها سواءً كان فاعلاً أو مفعولاً به القتل، فيما لو دخل القضيبُ أو شيء منه في الدُبُر، وكان كل من الفاعل والمفعول عاقلاً بالغاً مختاراً، ولا فرق بين أن يكون كلاً منهما مُحْصَناً أو غير مُحْصَن، أو مسلماً أو غير مسلم. وعن كيفية إجراء الحد ذهب المشهور إلى أن الحاكم مخيَّرٌ بين أن يضربه بالسيف، أو يحرقه بالنار، أو يلقيه من شاهق مكتوف اليدين والرجلين، أو يهدم عليه جداراً، وله أيضاً أن يجمع عليه عقوبة الحرق والقتل، أو الهدم والإلقاء من شاهق.
التوبة من اللواط وفق الطائفة الشيعية: «إذا تاب مرتكب اللواط قبل أن تقوم عليه البينة سقط عنه الحد فاعلاً كان أو مفعولاً، وإذا تاب بعدها لم يسقط عنه الحد. أما إذا أقرَّ باللواط ثم تاب، كان الخيار في العفو وعدمه للامام».

### الديانات الهندية والصينية
- الهندوسية: فيها آراء مختلفة، منها المؤيدة والمحايدة والمعارضة. فعبر التاريخ لم تكن للمجموعات الهندوسية رأي واحد بخصوص المثلية، ولكل منها رأي مذهبي خاص.[48][49][50] من النادر أن يُناقش الجنس في المجتمع الهندوسي، والمواضيع التي تتعلق بالمثلية تعتبر تابو، ولكن هناك قوانين هندوسية تعارض السلوكيات المثلية، فيما بعض الأساطير الهندوسية تتحدث بشكل إيجابي عن العلاقات المثلية بين النساء، ومن هم من الجنس الثالث.[51][52]
- السيخية: ما من رأي مكتوب بخصوص المثلية الجنسية. ولكن قامت سلطة سيخية عام 2005 بوصف المثلية على أنها «معارِضة للديانة السيخية وقوانين السيخية السلوكية، ومخالفة للطبيعة».[53] ولكن ليس كل السيخيين يتبنون هذا الرأي.[54]
- البوذية: وفقاً للأخلاقيات البوذية، لا ينبغي على الشخص أن يرغب بالمتع الحسية، ويجب أن يمتنع عن ارتكاب الفواحش الجنسية. ولكن المصطلح «فواحش جنسية» شامل وغير محدد وخاضع لتفسيرات تعتمد على المعايير الاجتماعية للتابعين. وفي الواقع، البوذية أساساً لا تحدد الخطأ والصواب بشكل مطلق. ولذلك البوذيون لا يعتبرون تحديد ما إذا كانت المثلية مقبولة قضية دينية. ولكن، تقليدياً، السلوك المثلي يعتبر عائقاً أمام التقدم الروحي في معظم المدارس البوذية.
- الكونفوشية: الكونفوشية هي بالأساس ديانة فلسفية سياسية، ولم تركز كثيراً على النواحي الجنسية. ولم يذكر أي شيء عن المثلية في تعاليم كونفوشيوس.[55]
- الطاوية: ما من رأي محدد رسمي بخصوص المثلية. إنَّ عقائد بعض المدارس الطاوية تعتبر المثلية فاحشة جنسية،[56][57] ولكن السلوكيات المثلية شائعة في تاريخ الطاوية.[58] إنَّ آراء المجموعات الطاوية بشأن المثلية الجنسية عادةَ تعكس القيم والمعايير الجنسية الخاصة بالمجتمع الصيني.